# Abdon Pamich

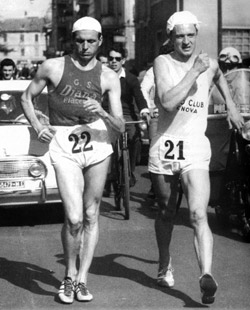
Abdon Pamich (vpravo)

Abdon Pamich (* 3. října 1933 Fiume) je bývalý italský atlet, chodec, olympijský vítěz v chůzi na 50 km z roku 1964 a dvojnásobný mistr Evropy na této trati.

## Sportovní kariéra
Jeho prvním mezinárodním startem bylo mistrovství Evropy v roce 1954, kde došel do cíle závodu na 50 km chůze sedmý. Na olympiádě v Melbourne v roce 1956 skončil na této trati čtvrtý a v závodě na 20 km chůze jedenáctý. První medaili – stříbrnou – vybojoval v závodě na 50 km chůze na evropském šampionátu ve Stockholmu v roce 1958. V roce 1960 získal na olympiádě v Římě v této disciplíně bronzovou medaili a v závěru sezony – 16. října – vytvořil na stejné trati nejlepší světový výkon časem 4:03:02. Na nejvyšší stupeň vystoupil po vítězném závodě chodeckého maratonu na mistrovství Evropy v Bělehradě v roce 1962. Zlatou medaili na této trati vybojoval na olympiádě v Tokiu v roce 1964, o dva roky později obhájil první místo také na evropském šampionátu v Budapešti.
V následujících letech už tak úspěšný nebyl. Olympijský závod na 50 km chůze v Mexiku v roce 1968 nedokončil, na mistrovství Evropy v Athénách v roce 1969 došel na trati 20 km chůze do cíle šestý. Na následujícím evropském šampionátu v Helsinkách obsadil v závodě na 50 km chůze osmé místo. Jeho poslední olympijský start na padesátikilometrové trati v Mnichově v roce 1972 pro něj skončil diskvalifikací.